# Berestechko
Berestechko (em ucraniano:  Берестечко; em polonês/polaco:  Beresteczko) é uma cidade da Ucrânia, situada no Oblast de Volínia. Tem 19,8 km² de área e sua população em 2020 foi estimada em 1.711 habitantes.